# Damiaoite
La damiaoite è un minerale descritto nel 1997 in seguito ad una scoperta avvenuta nei pressi del villaggio di Damiao nei pressi del fiume Yixun, circa 270 km a nord di Pechino in Cina. È una lega naturale di indio e platino. Il nome è stato attribuito in relazione al luogo di ritrovamento.

## Morfologia
La damiaoite è stata scoperta sotto forma di globuli policristallini di 1-2mm di diametro.

## Origine e giacitura
La damiaoite è stata trovata nelle vene di platino nella pirossenite di granato-anfibolo associata con calcopirite, cooperite, moncheite, sperrylite e yixunite.